# Episodi di Schlitz Playhouse of Stars (sesta stagione)
La sesta stagione della serie televisiva Schlitz Playhouse of Stars è andata in onda negli Stati Uniti dal 28 settembre 1956 al 29 agosto 1957 sulla CBS.
| nº | Titolo originale             | Prima TV USA      |
| -- | ---------------------------- | ----------------- |
| 1  | Moment of Vengeance          | 28 settembre 1956 |
| 2  | The House That Jackson Built | 5 ottobre 1956    |
| 3  | The Trophy                   | 12 ottobre 1956   |
| 4  | Enoch Prentiss               | 19 ottobre 1956   |
| 5  | Always the Best Man          | 26 ottobre 1956   |
| 6  | Episode #6.6                 | 2 novembre 1956   |
| 7  | The Night They Won the Oscar | 9 novembre 1956   |
| 8  | Explosion                    | 16 novembre 1956  |
| 9  | The Letter                   | 23 novembre 1956  |
| 10 | Once Upon a Crime            | 30 novembre 1956  |
| 11 | Washington Incident          | 7 dicembre 1956   |
| 12 | A Tale of Wells Fargo        | 14 dicembre 1956  |
| 13 | A Light in the Desert        | 21 dicembre 1956  |
| 14 | The Big Payoff               | 28 dicembre 1956  |
| 15 | The Lady Was a Flop          | 4 gennaio 1957    |
| 16 | Tower Room 14-A              | 11 gennaio 1957   |
| 17 | Terror in the Streets        | 18 gennaio 1957   |
| 18 | The Enchanted                | 25 gennaio 1957   |
| 19 | One Left Over                | 1º febbraio 1957  |
| 20 | Sometimes You Break Even     | 8 febbraio 1957   |
| 21 | Night Drive                  | 15 febbraio 1957  |
| 22 | The Wedding Present          | 22 febbraio 1957  |
| 23 | The Life You Save            | 1º marzo 1957     |
| 24 | Carriage from Britain        | 8 marzo 1957      |
| 25 | The Girl in the Grass        | 15 marzo 1957     |
| 26 | For Better, for Worse        | 22 marzo 1957     |
| 27 | The Restless Gun             | 29 marzo 1957     |
| 28 | Clothes Make the Man         | 5 aprile 1957     |
| 29 | The Blue Hotel               | 12 aprile 1957    |
| 30 | Girl with a Glow             | 19 aprile 1957    |
| 31 | Hey, Mac                     | 26 aprile 1957    |
| 32 | The Traveling Corpse         | 3 maggio 1957     |
| 33 | The Dead Are Silent          | 10 maggio 1957    |
| 34 | Switch Station               | 17 maggio 1957    |
| 35 | Sister Louise Goes to Town   | 24 maggio 1957    |
| 36 | The Sword                    | 31 maggio 1957    |
| 37 | An Old Spanish Custom        | 7 giugno 1957     |
| 38 | Storm Over Rapallo           | 14 giugno 1957    |
| 39 | Fifty Beautiful Girls        | 21 giugno 1957    |
| 40 | Sporting Chance              | 28 giugno 1957    |
| 41 | Episodio 6x41                | ????              |
| 42 | Easy Going Man               | 2 agosto 1957     |
| 43 | Hands of the Enemy           | 9 agosto 1957     |
| 44 | The Face of a Killer         | 16 agosto 1957    |
| 45 | Goodbye Joe                  | 22 agosto 1957    |
| 46 | Always Open and Shut         | 29 agosto 1957    |

## Moment of Vengeance
- Diretto da:
- Scritto da:

### Trama
- Interpreti: Ward Bond, Lane Bradford, Angie Dickinson, Myron Healey, Alex Montoya, Julia Montoya, Boyd 'Red' Morgan, Gene Nelson

## The House That Jackson Built
- Diretto da:
- Scritto da:

### Trama
- Interpreti: Arthur Franz, Diana Lynn

## The Trophy
- Diretto da:
- Scritto da:

### Trama
- Interpreti: Jack Carson (Harry Mauldron), Patricia Morison (Jennifer Mauldron), Peter Adams (Steven Loring), Robert Carson (David Compton), Phyllis Stanley (Gladys Wilder), William H. O'Brien (Butler)

## Enoch Prentiss
- Diretto da:
- Scritto da:

### Trama
- Interpreti: William Allyn (Phil Scuyler), Charles Bickford (Enoch Prentiss), Kathleen Crowley (Peggy Prentiss)

## Always the Best Man
- Diretto da:
- Scritto da:

### Trama
- Interpreti: Angie Dickinson (Ann), Adam Kennedy (George), Don Taylor (Pete), Greta Thyssen (Lydia)

## Episode #6.6
- Diretto da:
- Scritto da:

### Trama
- Interpreti:

## The Night They Won the Oscar
- Diretto da:
- Scritto da:

### Trama
- Interpreti: Robert Paige (se stesso  - presentatore), Richard Carlson (Lawrence 'Larry' Cameron), June Lockhart (Faye Cameron), Whit Bissell (Mark Tynan), Dorothy Green (Monica Levering), Hayden Rorke (Brian Levering), Bing Russell (assistente Director), Thomas Browne Henry (Oscar Presenter), Todd Ferrell (Jim Cameron), Ray Ferrell (Pete Cameron), Natalie Masters (infermiera Margaret)

## Explosion
- Diretto da:
- Scritto da:

### Trama
- Interpreti: Jack Kelly

## The Letter
- Diretto da:
- Scritto da:

### Trama
- Interpreti: John Ericson, Vera Miles

## Once Upon a Crime
- Diretto da:
- Scritto da:

### Trama
- Interpreti: Ray Ferrell, Peter Lawford, Rudy Lee

## Washington Incident
- Diretto da:
- Scritto da:

### Trama
- Interpreti: James Gregory (Morgan), Marilyn Saris, Mark Stevens (Abraham Lincoln), Dean Stockwell, Fredd Wayne (Pollack)

## A Tale of Wells Fargo
- Diretto da:
- Scritto da:

### Trama
- Interpreti: Dale Robertson (Jim Hardie), Helen Westcott (Bess Johnson), Paul Fix (Barber), Stuart Randall (Marshal), Ray Teal (Linc Johnson), George Chandler (barista), William Forrest (Wells Fargo Chief), John Frederick (fuorilegge Beal), John Beradino (fuorilegge Harrigan), Jason Johnson (Stationmaster), Tom McDonough (fuorilegge Rosser), Joe McGuinn (fuorilegge), Kit Carson (fuorilegge), Carl Mathews (frequentatore bar), Ray Jones (frequentatore bar)

## A Light in the Desert
- Diretto da:
- Scritto da:

### Trama
- Interpreti: Lew Ayres, Virginia Field

## The Big Payoff
- Diretto da:
- Scritto da:

### Trama
- Interpreti: Ralph Bellamy (Joe McQuade), Robert Bice (Frank), Lewis Charles (Henry), Nat Pendleton (Otto 'Bitsy' Lamb), Marianne Stewart (Mary), Harry Tyler (Augie)

## The Lady Was a Flop
- Diretto da:
- Scritto da:

### Trama
- Interpreti: Mickey Rooney (Red McGivney), J. Pat O'Malley (Pat Morgan), Hayden Rorke (John Whitlock), Pierce Lyden (Track Man), Harry Strang (Track Man), Alan Reynolds (Veterinarian), Jimmy Murphy (Bobby Keith), George Pierrone (Tony), Jerry Lawrence (primoAnnouncer), Bill Baldwin (secondo Announcer)

## Tower Room 14-A
- Diretto da:
- Scritto da:

### Trama
- Interpreti: Rayford Barnes, Marilyn Buferd, Peggy Connelly, Joseph Corey, Richard Jaeckel, Ruta Lee, Edmond O'Brien, Jerry Paris, Kirby Smith, Edward Wright

## Terror in the Streets
- Diretto da:
- Scritto da:

### Trama
- Interpreti: Linda Darnell, Richard Long, K.T. Stevens

## The Enchanted
- Diretto da:
- Scritto da:

### Trama
- Interpreti: Anna Maria Alberghetti, Paul Brinegar (Joe), John Ericson, Kurt Kasznar (Pete), Judson Pratt (Gus)

## One Left Over
- Diretto da:
- Scritto da:

### Trama
- Interpreti: Steve Brodie, Robert Cummings, Beverly Washburn

## Sometimes You Break Even
- Diretto da:
- Scritto da:

### Trama
- Interpreti: Mona Freeman (Susan), Barry Atwater (capitano Larry Hartman), John Wilder (Carl), Holly Bane (Patient), Will J. White (Air Force Lieutenant), Rico Alaniz (Ramirez), James Parnell

## Night Drive
- Diretto da:
- Scritto da:

### Trama
- Interpreti: Constance Cummings (Madge Haley), Vivi Janiss (Emma), Larry Pennell (Bob), Everett Sloane (John Tabor)

## The Wedding Present
- Diretto da:
- Scritto da:

### Trama
- Interpreti: Celeste Holm (Lettie Morgan), Gary Merrill (John Beasley / Nash), Gail Kobe (Agnes Morgan), Pamela Baird (Helen Morgan), Johnstone White (zio Ben Morgan), Wally Brown (dottor Holmes), Myrna Dell (Mae Holmes), Harry Jackson (Bob Doodle), Kathleen O'Malley (Morgan's Sister), Roberta Jonay (Morgan's Sister), Robert Bice (Sheiff Dean), Wayne Mallory (Fred), Fred Coby (Texas Deputy), Robert Keys (Texas Deputy), Lewis Martin (Mr. Trainer), Nolan Leary (Justice of the Peace)

## The Life You Save
- Diretto da:
- Scritto da:

### Trama
- Interpreti: Buddy Hart (Hitchhiker), Gene Kelly (Tom T. Triplet), Agnes Moorehead, Barbara Pepper (Miss Buell), Janice Rule (Lucynell Crater), Paul Smith (George)

## Carriage from Britain
- Diretto da:
- Scritto da:

### Trama
- Interpreti: Casey Adams, Marilyn Buferd, Eduardo Ciannelli, Ed Hinton, Janet Leigh, John Phillips, William Remick, Michael Ross, Vito Scotti, Jesse White

## The Girl in the Grass
- Diretto da:
- Scritto da:

### Trama
- Interpreti: Fay Baker (Sylvia), Olive Blakeney (Briggs), Carolyn Jones (Girl), Nora Marlowe (Katherine), Ray Milland (Harry Carstairs)

## For Better, for Worse
- Diretto da:
- Scritto da:

### Trama
- Interpreti: Anne Baxter, Bette Davis (Irene Wagner), John Williams (Van Wagner)

## The Restless Gun
- Diretto da:
- Scritto da:

### Trama
- Interpreti: Robert Crosson, Joyce Cunning, Andrew Duggan (Red Dawson), William Hopper (Don Maler), Michael Landon (The Kid), James Nolan, John Payne (Britt Ponset), Ray Walker
- Questo episodio generò la serie televisiva western The Restless Gun.

## Clothes Make the Man
- Diretto da:
- Scritto da:

### Trama
- Interpreti: Hans Conried (Emory Caldwell), Hume Cronyn (Wilbur Meeler), Russell Hicks (J. Winston Fletcher), Joseph Kearns (Pembrook), Bill McLean (Ben), Olan Soule (Night Clerk), Jessica Tandy (Cora Torrence), Herb Vigran (Jason), Ray Walker (Hilburn)

## The Blue Hotel
- Diretto da:
- Scritto da:

### Trama
- Interpreti: Phil Chambers (Manager), Chick Chandler (Easterner), Tristram Coffin (giocatore), Wallace Ford (Innkeeper), Jack Jordan, Adam Kennedy (Johnnie), Vincent Price (Swede), Dick Rich, Lee Van Cleef (cowboy), Stuart Wade

## Girl with a Glow
- Diretto da:
- Scritto da:

### Trama
- Interpreti: Pat Crowley (June Baker), John Forsythe (Peter Bronson)

## Hey, Mac
- Diretto da:
- Scritto da:

### Trama
- Interpreti: Gordon Gebert, Sue George, Marian Marsh, Gary Merrill

## The Traveling Corpse
- Diretto da:
- Scritto da:

### Trama
- Interpreti: John Baragrey (dottor), Leora Dana (Mrs. Ditwiter), Gertrude Michael, Dennis O'Keefe (Prof. Stephen Bolt)

## The Dead Are Silent
- Diretto da:
- Scritto da:

### Trama
- Interpreti: William Bishop, Glynis Johns

## Switch Station
- Diretto da:
- Scritto da:

### Trama
- Interpreti: Edgar Buchanan (Henry Maguire), Paul E. Burns (vecchio Pete), John Carradine, John Dierkes (dottor Belvedere), Charlton Heston, Catherine McLeod (Bess Maguire), Boyd Stockman (conducente)

## Sister Louise Goes to Town
- Diretto da:
- Scritto da:

### Trama
- Interpreti: Josephine Hutchinson, Teresa Wright (Sorella Louise)

## The Sword
- Diretto da:
- Scritto da:

### Trama
- Interpreti: Henry Daniell (conte Maverin), Niki Dantine (Marion), John Doucette (Bouclet), Paul Frees (Bailiff), Jacques Sernas (Paul de la Force), Fredd Wayne (Cyrano de Bergerac)

## An Old Spanish Custom
- Diretto da:
- Scritto da:

### Trama
- Interpreti: Leon Askin, Salvador Baguez, Dolores del Río, Luis Gómez, Murray Hamilton, Celia Lovsky, Belle Mitchell, Cesar Romero

## Storm Over Rapallo
- Diretto da:
- Scritto da:

### Trama
- Interpreti: Yvonne De Carlo (Francesca), George Humbert (Fisherman), Peg La Centra (Grace), Paul Lambert (secondo giocatore di carte), Len Lesser (primo giocatore di carte), George Mathews (Rubio), Ricardo Montalbán (Pietro), Robin Morse (terzo giocatore di carte), Frank Puglia (Rossi), Ned Wever (Albert)

## Fifty Beautiful Girls
- Diretto da:
- Scritto da:

### Trama
- Interpreti: Edward Andrews (Anders), Barbara Bel Geddes (Marcia), Royal Dano

## Sporting Chance
- Diretto da:
- Scritto da:

### Trama
- Interpreti: John Baragrey, Mark Stevens

## Episodio 6x41
- Diretto da:
- Scritto da:

### Trama
- Interpreti:

## Easy Going Man
- Diretto da:
- Scritto da:

### Trama
- Interpreti: Virginia Grey (Laura Ward), Alan Lee, Lee Marvin (Jim Patterson), Danny Richards Jr. (Sonny), Robert Rockwell

## Hands of the Enemy
- Diretto da:
- Scritto da:

### Trama
- Interpreti: Jean Allison, David Hoffman, DeForest Kelley (Jordan Haig), Michael Landon, Kevin McCarthy (procuratore cittadino), Hope Summers, Rhys Williams

## The Face of a Killer
- Diretto da:
- Scritto da:

### Trama
- Interpreti: Mark Stevens (Art Sears / Philip Cunningham), Sam Buffington, Peter Damon, Jean Howell, William Kendis, Max Power, Howard Dayton, Butch Bernard, Olan Soule

## Goodbye Joe
- Diretto da:
- Scritto da:

### Trama
- Interpreti:

## Always Open and Shut
- Diretto da:
- Scritto da:

### Trama
- Interpreti: Scott Brady, Ray Danton, Jean Howell, Adrienne D'Ambricourt